# Microspingus cabanisi
A Microspingus cabanisi a madarak osztályának verébalakúak (Passeriformes) rendjébe és a tangarafélék (Thraupidae) családjába tartozó faj.

## Rendszerezése
A fajt Charles Lucien Jules Laurent Bonaparte francia ornitológus írta le 1850-ben, a Poospiza nembe Poospiza cabanisi néven. Egyes szervezetek jelenleg is ide sorolják.

## Előfordulása
Dél-Amerikában, Argentína, Brazília, Paraguay és Uruguay területén honos. Természetes élőhelyei a szubtrópusi és trópusi síkvidéki és hegyi esőerdők, valamint cserjések. Állandó, nem vonuló faj.

## Megjelenése
Testhossza 15 centiméter, testtömege 18-21 gramm.

## Természetvédelmi helyzete
Az elterjedési területe nagyon nagy, egyedszáma ugyan csökken, de még nem éri el a kritikus szintet. A Természetvédelmi Világszövetség Vörös listáján nem fenyegetett fajként szerepel.